# Gare de Brebières-Sud
Gare de Brebières-Sud vasútállomás Franciaországban, Brebières településen.

## Vasútvonalak
Az állomást az alábbi vasútvonalak érintik:
- Párizs-Lille-vasútvonal
- Ligne Lens - Corbehem

## Kapcsolódó állomások
A vasútállomáshoz az alábbi állomások vannak a legközelebb:
- Gare de Vitry-en-Artois
- Gare de Corbehem